# Topo Cogollal
El Topo Cogollal es una formación de montaña ubicada en el extremo este del estado La Guaira, Venezuela. A una altitud promedio entre 1.781 m s. n. m. y 1.848 m s. n. m. el Topo Cogollal es una de las montañas más altas en La Guaira.